# Vilalba (Lugo)
Vilalba (Spanisch: Villalba) ist eine spanische Gemeinde in der Provinz Lugo der autonomen Gemeinschaft Galicien. Die Gemeinde hat 13.787 Einwohner (Stand: 2024). Vilalba liegt an der alten Pilgerroute (Jakobsweg) von Westeuropa nach Santiago de Compostela. Es ist ein Ort mit einer ruhigen Lebensweise, in dem – so eine dortige Redensart – „Fuchs und Hase sich nicht mehr gute Nacht sagen, weil es dem Fuchs dort zu langweilig ist“ (span.: donde el zorro y el conejo ya no se dan las buenas noches porque acá el zorro se siente demasiado aburrido). Sehenswürdigkeiten sind die Pravia, ein alter Baum, der alte Turm der Grafen von Andrade und die Kirche Santa María, in einem vage neoklassizistischen Stil, im Zentrum des mittelalterlichen Dorfes.

## Bevölkerungsentwicklung der Gemeinde
Quelle: INE-Archiv – grafische Aufarbeitung für Wikipedia

## Gemeindegliederung
Die Gemeinde Vilalba ist in 30 Parroquias gegliedert:
| Parroquias         | Patrozinium    | Einwohner 2024 | Fläche km² | Dichte Einw./km² | Höhe msnm | Ortskennzahl |
| ------------------ | -------------- | -------------- | ---------- | ---------------- | --------- | ------------ |
| Alba               | San Xoán       | 272            | 10,55      | 26               | 494       | 27065010000  |
| Árbol              | San Lourenzo   | 402            | 17,32      | 23               | 430       | 27065020000  |
| Belesar            | San Martiño    | 292            | 25,60      | 11               | 457       | 27065030000  |
| Boizán             | Santiago       | 134            | 5,85       | 23               | 516       | 27065040000  |
| Carballido         | Santa María    | 213            | 9,92       | 21               | 438       | 27065050000  |
| Codesido           | San Martiño    | 248            | 13,60      | 18               | 476       | 27065060000  |
| Corvelle           | San Bartolomeu | 239            | 14,91      | 16               | 668       | 27065070000  |
| Distriz            | San Martiño    | 118            | 4,40       | 27               | 472       | 27065090000  |
| Goiriz             | Santiago       | 628            | 29,13      | 22               | 489       | 27065100000  |
| Gondaísque         | Santa María    | 53             | 4,13       | 13               | 416       | 27065110000  |
| Insua              | San Bartolomeu | 212            | 8,63       | 25               | 440       | 27065120000  |
| Ladra              | San Salvador   | 108            | 9,78       | 11               | 454       | 27065130000  |
| Lanzós             | San Martiño    | 466            | 30,64      | 15               | 0         | 27065140000  |
| Lanzós             | San Salvador   | 32             | 0,98       | 33               | 0         | 27065150000  |
| Mourence           | San Xiao       | 264            | 6,61       | 40               | 435       | 27065160000  |
| Nete               | San Cosme      | 195            | 8,36       | 23               | 457       | 27065170000  |
| Noche              | San Martiño    | 205            | 5,79       | 35               | 444       | 27065180000  |
| Oleiros            | San Mamede     | 312            | 14,48      | 22               | 488       | 27065190000  |
| Rioaveso           | San Xurxo      | 309            | 8,07       | 38               | 448       | 27065200000  |
| Román              | Santalla       | 361            | 11,89      | 30               | 439       | 27065210000  |
| Samarugo           | Santiago       | 123            | 12,70      | 10               | 494       | 27065220000  |
| San Simón da Costa | San Simón      | 352            | 27,68      | 13               | 0         | 27065080000  |
| Sancovade          | Santiago       | 1.336          | 11,71      | 114              | 457       | 27065230000  |
| Santaballa         | San Pedro      | 485            | 27,88      | 17               | 467       | 27065240000  |
| Soexo              | Santa María    | 44             | 4,91       | 9                | 502       | 27065250000  |
| Tardade            | Santa María    | 51             | 3,26       | 16               | 440       | 27065260000  |
| A Torre            | Santa María    | 156            | 7,04       | 22               | 462       | 27065270000  |
| Vilalba            | Santa María    | 6.073          | 4,27       | 1.422            | 481       | 27065280000  |
| Vilapedre          | San Mamede     | 139            | 35,47      | 4                | 540       | 27065290000  |
| Xoibán             | San Salvador   | 48             | 3,51       | 14               | 449       | 27065300000  |

## Wirtschaft
| Ackerbau, Viehzucht und Fischerei                                                  | 0560  | 010,12 |
| Industrie                                                                          | 1.021 | 018,46 |
| Bauwirtschaft                                                                      | 0405  | 07,32  |
| Dienstleistungsbetriebe                                                            | 3.545 | 064,09 |
| Total                                                                              | 5.531 | 100,00 |
| * Daten aus dem Statistischen Amt für Wirtschaftliche Entwicklung in Galicien, IGE |       |        |

## Persönlichkeiten
- Manuel Fraga Iribarne (1922–2012), Politiker
- Ramón Chao (1935–2018), Schriftsteller
- Antonio María Rouco Varela (* 1936), römisch-katholischer Geistlicher, Erzbischof von Madrid 1994–2014
- Alfonso Carrasco Rouco (* 1956), römisch-katholischer Geistlicher, Bischof von Lugo ab 2007